# Мішель Бон
Мішель Бон справжнє ім'я та прізвище Мішель Луї Босн (фр. Michel Beaune фр. Michel Louis Bosne, 13 грудня 1933, Париж — 24 липня 1990, Кліші) — французький актор кіно та театру.

## Життєпис
Мішель Бон народився 13 грудня 1933 року в Парижі. Навчався у «Паризькій консерваторії» разом з такими відомими акторами як Жан-Поль Бельмондо, Жан-П'єр Мар'єль, Жан Рошфор, Анні Жирардо. Кар'єру розпочав у паризьких театрах. З 1960 року знімався в кіно.
Був першим чоловіком акторки Жанни Моро. У шлюбі з акторкою Мірей Кальво-Платеро у Мішель Бона народилася дочка Кароліна, похресниця Бельмондо. 
Мішель Бон помер від раку в 1990 році на 57-му році життя у Кліші.

## Фільмографія
- 1988 — Улюбленець долі // Itinéraire d'un enfant gâté
- 1987 — Одинак // Le Solitaire
- 1984 — Авантюристи // Les morfalous
- 1984 — Весела Пасха // Joyeuses Pâques
- 1981 — Професіонал // Le Professionnel
- 1981 — Бездоганна репутація // Coup de torchon
- 1980 — Гра в чотири руки // Le Guignolo
- 1979 — Хто є хто // Flic Ou Voyou
- 1977 — Приготуйте ваші носовички // Préparez vos mouchoirs
- 1976 — Труп мого ворога // Le Corps de mon ennemi
- 1975 — Прощавай, поліціянте // Adieu poulet
- 1975 — Невиправний // L' Incorrigible
- 1975 — Нехай розпочнеться свято // Que la fête commence
- 1974 — Ставіски // Stavisky
- 1973 — Спадкоємець // L'Héritier
- 1972 — Вбивство // L'Attentat
- 1970 — Час помирати // Le Temps de mourir
- 1970 — Неймовірна гра // Un jeu d'enfer
- 1968 — Червона таверна // Le fil rouge
- 1967 — Вампіризм // Vampirisme
- 1964 — Щаслива втеча // Échappement libre